# Stralsund Hauptbahnhof
Stralsund Hauptbahnhof is een spoorwegstation in de Duitse plaats Stralsund.  Het station werd in 1905 geopend.